# Kleszczewo (gromada w powiecie oleckim)
Kleszczewo – dawna gromada, czyli najmniejsza jednostka podziału terytorialnego Polskiej Rzeczypospolitej Ludowej w latach 1954–1972.
Gromady, z gromadzkimi radami narodowymi (GRN) jako organami władzy najniższego stopnia na wsi, funkcjonowały od reformy reorganizującej administrację wiejską przeprowadzonej jesienią 1954 do momentu ich zniesienia z dniem 1 stycznia 1973, tym samym wypierając organizację gminną w latach 1954–1972.
Gromadę Kleszczewo z siedzibą GRN w Kleszczewie utworzono – jako jedną z 8759 gromad – w powiecie oleckim w woj. białostockim, na mocy uchwały nr 20/V WRN w Białymstoku z dnia 4 października 1954. W skład jednostki weszły obszary dotychczasowych gromad Kleszczewo, Puchówka, Guty, Gąsiorowo i Kijewo oraz miejscowości Bartki i Bartkowski Dwór z dotychczasowej gromady Zatyki ze zniesionej gminy Wieliczki w tymże powiecie. Dla gromady ustalono 10 członków gromadzkiej rady narodowej.
1 stycznia 1972 gromadę Kleszczewo zniesiono, a jej obszar włączono do nowo utworzonej gromady Kijewo, utrzymując jednak siedzibę GRN Kijewo w Kleszczewie.